# Baskin (Louisiana)
Baskin è un comune degli Stati Uniti d'America, situato nello Stato della Louisiana, in particolare nella parrocchia di Franklin.